# Leuenbergdeklarationen
 Denne artikel bør gennemlæses af en person med fagkendskab for at sikre den faglige korrekthed.
    
Især om de forskellige trosspørgsmål og de deltagende kirker

Leuenbergdeklarationen eller Leuenbergkonkordien (Concorde de Leuenberg) er et økumenisk dokument som blev antaget 1973 i den schweiziske by Leuenberg af større lutherske, reformerte og unierede kirker samt de førreformatoriske Valdensere og Bøhmiske Brødre. Det vedrører forskellige trosspørgsmål som siden reformationen har givet anledning til gensidige fordømmelser, herunder emner som kristologi, prædestination, nadver og retfærdiggørelse. Man udtalte at disse gensidige lærefordømmelser ikke længere er relevante.
De deltagende kirker dannede Leuenberg Church Fellowship, "Leuenberg Kirkefællesskabet". I 2003 ændredes navnet til Community of Protestant Churches in Europe, "Kirkefællesskabet af reformatoriske kirker i Europa".
De lutherske kirker i Finland, Sverige og Island deltager som observatører, mens Den norske Kirke meldte sig ind i Leuenberg Kirkefællesskabet i 1999, og Den danske Folkekirke fulgte efter i 2001.